# Olen Cesari
Olen Cesari, född 4 februari 1975 i Durrës, Albanien, är en albansk-italiensk violinist.
Cesari började spela fiol vid tre års ålder undervisad av sin mor, även hon violinist. Vid fem års ålder uppträdde han för första gången på scen. När Cesari var 13 år gammal tog han examen från Konstinstitutet i Tirana med högsta betyg, och han vann även Albaniens högsta musikaliska pris, Gyllene Medaljen. Efter sina studier i Albanien fick han stipendium och han flyttade till Italien där han startade en intensiv klassisk musikturné landet runt. 1992 vann han Mozartpriset, och med det inträdde han i det berömda Mozarteum i Salzburg. Olen har även bott i USA där han arbetat, men sedan flyttat tillbaka till Italien. 

2010 fanns han med på scen vid Eurovision Song Contest 2010 i Albaniens bidrag som sjöngs av Juliana Pasha.